# Алі Суаліх

Прапор Держави Комори ("État comorien") під час правління Алі Суаліха (1975-1978)

Алі Суаліх Мтсашива (араб. علي صويلح, фр. Ali Soilih; 7 січня 1937 — 29 травня 1978) — коморський соціаліст, революціонер і політик, третій президент Коморських Островів.

## Життєпис
Народився 7 січня 1937 року. Закінчив сільськогосподарський факультет Мадагаскарського університету, Національний інститут тропічної агрономії в Ножані (Франція), Інститут економічного розвитку в Парижі.
В 1968—1970 роках був членом палати депутатів Коморських Островів, в 1970—1972 — членом урядової ради, яку очолював принц Саїд Ібрагім. Також очолював міністерство оснащення. Брав участь в організації 1972 року Партії народу (Умма), що ввішла наприкінці 1974 року до складу Національного об'єднаного фронту Коморських Островів. Очолював його ліве крило. Суаліх — організатор і керівник державного перевороту 3 серпня 1975 року, що призвів до усунення від влади президента Ахмеда Абдаллаха. Суаліх, прихильники якого були ледь озброєні, найняв французького найманця Боба Денара, щоб скинути Ахмеда Абдаллаха. В серпні 1975 — січні 1976 року Суаліх входив до складу утвореної після перевороту Національної виконавчої ради, був уповноваженим з питань оборони та юстиції.
Його ідеї були соціалістичними, він відмовився від своєї ісламської віри і став атеїстом.
Від січня 1976 до травня 1978 року займав пост президента Коморських Островів. Він отримав широкі повноваження за умовами нової конституції та здійснював соціалістичну економічну політику.

## Реформи
Суаліх розпочав революційну програму, яка була головним чином спрямована проти традиційного мусульманського суспільства країни. Його бачення, засноване на суміші маоїзму та ісламської філософії, полягало у формуванні Коморських островів як економічно самодостатньої та ідеологічно прогресивної сучасної держави XX століття.
Засуджені як марнотратні та громіздкі, деякі спадкові звичаї коморської культури були скасовані, як "Anda", традиційний "величний шлюб", а також традиційні похоронні церемонії, які критикувалися за те що вони були занадто дорогими. Суаліх просував справу молоді, перешкоджаючи вивченню історії і надаючи молодим людям більше влади. Щоб досягти своєї мети, він знизив виборчий вік до чотирнадцяти і поставив підлітків на відповідальні пости. Серед найяскравіших його реформ були заходи, покликані завоювати прихильність молоді, такі як легалізація марихуани та заборона хіджабу.
Суаліх створив «Moissy», молоду революційну міліцію, підготовлену танзанійськими військовими радниками. Moissy була коморською версією хунвейбінів Мао Цзедуна, і її методи були аналогічні тим, які використовувалися їх китайськими колегами під час Культурної революції. Загони «Moissy» тероризували села та спеціалізувалися на насильницьких нападах на консервативних старійшин, шанованих народом старців.

## Наслідки
В результаті конфронтаційної політики Суаліха, Франція, колишня колоніальна влада на островах, припинила усі програми допомоги та технічної допомоги Коморським островам. Підлітки-Moissy розглядалися коморським народом як репресивна політична поліція, а їх тактика залякування і часто випадкова і хаотична активність викликали широке обурення серед населення Коморських Островів. Підлітки Moissy були озброєні штурмовими гвинтівками АК-47 та вели себе з обурливим зарозумілістю, ґвалтуючи жінок, які чинили опір їх заграванню та вбивали усіх, хто сумнівався у їхніх повноваженнях. Командиром Moissy був 15-річний підліток, обраний лише за вірність президенту. Приниження коморського народу з боку Moissy та підрив їх авторитету відчужували традиційних вождів Коморських островів, які обурювалися поступовою ліквідацією вікових традицій. Зростаюче невдоволення, викликане політичною опозицією призвело до чотирьох невдалих спроб державного перевороту проти режиму Суаліха протягом двох з половиною років його існування.
13 травня 1978 року Суаліх був повалений загоном найманців з 50 чоловік, в основному колишніми французькими десантниками, найнятими колишнім президентом Ахмедом Абдаллахом у вигнанні і очолюваним французьким полковником Бобом Денаром. Moissy були нікчемними як солдати, тому французькі найманці майже без зусиль знищили Moissy за кілька годин боїв, оскільки непідготовлений та недисциплінований набрід Moissy, який раніше ніколи не бачив бойових дій, не міг зрівнятися з добре навченими та досвідченими французькими найманцями, більшість з яких були ветеранами елітних парашутних підрозділів. За кілька годин боїв французи вбили сотні Moissy, не втративши жодної людини натомість. У ніч перевороту Суаліха виявив Денар, котрий копнув двері до його спальні, він був голий у ліжку з трьома оголеними школярками-підлітками, усі вони були під впливом марихуани, дивлячись порнографічний фільм. Денар згадав, що Суаліх був настільки дурний та сп'янілий наркотиками, що йому довелося кілька разів повторити своє послання, що він більше не президент, перш ніж Суаліх, нарешті, зрозумів, що його скинули. Абдаллах став президентом, політика Суаліха були відкинута, а назва країни була змінена на "Ісламська Федеративна Республіка Коморські острови". 29 травня Суаліх був застрелений; за даними уряду, він намагався втекти з домашнього арешту.
Більше 10 років по тому, в 1989 році, старший зведений брат Суаліха, Саїд Мохамед Джохар, скинув Абдаллаха, можливо, за допомогою Денара. Він займав пост президента Коморських Островів до 1996 року.